# Brian Astbury
Ne doit pas être confondu avec Brian Asbury.
Brian Astbury (Paarl, 14 novembre 1941 - Londres, 5 mars 2020) est un photographe et directeur de théâtre sud-africain.